# 北岡文兵衛
北岡 文兵衛（きたおか ぶんべえ、天保14年1月1日/グレゴリオ暦 1843年1月30日 - 1923年4月3日）は、日本の実業家、政治家である。士族。日本銀行監事、鐘淵紡績会社取締役、日本運輸取締役会長、総武鉄道取締役、千代田銀行頭取、天然色活動写真監査役、旭証券頭取、衆議院議員（1期）を歴任。勝海舟と交流があったことで知られる。

## 人物・来歴
1843年1月30日（天保14年1月1日）、越後高田藩（現在の新潟県上越市）に同藩士・平山彦右衛門の次男として生まれる。1870年（明治3年）、北岡よし子の養子に入り、北岡姓を名乗り、三井八郎右衛門の名代だった先代「文兵衛」の名を継いで家督を相続、自らも三井家に勤めるようになり、才覚を認められる。
1874年（明治7年）、弾直樹と「弾北岡組」を設立、弾には製靴部門を任せたが、実権は北岡が握った。同年、小野組の転籍事件にあたって、「370万円」の負債を整理した。
1882年（明治15年）10月10日、日本銀行（初代総裁吉原重俊）の開業に際し、子安峻（読売新聞初代社長）、森村市太郎（六代目森村市左衛門、森村商事創立者）とともに監事に名を連ねる。1889年（明治22年）、の横浜正金銀行（のちの東京銀行、現三菱UFJ銀行の前身の一社）に対する外国為替買取資金の供給問題に際して、黒田内閣の大蔵大臣・松方正義と対立、第2代日銀総裁富田鐵之助とともに辞職する。
1892年（明治25年）2月15日に行われた第2回衆議院議員総選挙に東京10区（当時の東多摩郡・南豊島郡・北豊島郡）から立候補し、当選する。このころ北岡は、鐘淵紡績会社（のちのカネボウ、2008年合併消滅）を、同社の取締役（頭取三越得右衛門）として経営していた。1893年（明治26年）12月18日付で発表された日本鋳鉄の発起人に赤松則良、田中長兵衛、宮本小一らとともに名を連ねる。翌1894年（明治27年）1月、日本運輸発足にあたり同社取締役会長に就任する（支配人に幸田成常）。
1899年（明治32年）1月10日に発行された『日本紳士録 第五版』の北岡の項に「千代田銀行頭取」と記載されており、それ以前の時期に、細川興貫（子爵）に代わって、千代田銀行の頭取に就任している。1902年（明治35年）12月27日発行の『日本紳士録 第八版』以降の版には、同様の記述はない。
1907年（明治40年）4月、「弾北岡組」の後身・東京製皮は、大倉組皮革製造所、桜組、今宮製革所と合併し、日本皮革（現在のニッピ）が設立されるにいたるが、このとき北岡は経営には名を連ねず、会長には大倉組（大倉財閥）の大倉喜八郎、取締役には大倉組系の賀田金三郎、賀田の甥であり北岡の娘婿である田畑健造、相談役には渋沢栄一が就任した。
1914年（大正3年）3月17日、娘婿・田畑が経営した福宝堂出身の営業マンである東洋商会の山川吉太郎、同じく常盤商会の小林喜三郎による天然色活動写真（天活）の設立に際し、資本を出資し、監査役に就任する。
1916年（大正5年）3月29日付『時事新報』の記事「時事新報社第三回調査 全国五拾万円以上資産家」によれば、北岡は、当時、北豊島郡南千住町地方橋場（現在の東京都荒川区南千住町）に在住し、貸地業を営む「60万円」の資産家として報道されている。1918年（大正7年）2月、日本橋に旭証券を設立する。
1923年（大正12年）4月3日、浅草区猿屋町（現在の台東区浅草橋3丁目）で死去した。満80歳没。

## 家系
- 北岡よし子 - 養母
  - きく子 - 妻
    - 鶴松 - 長男、日本倉庫監査役・暖香園初代社長、妻は千家尊福の三女・信子[13][14]
      - 鶴夫 - 鶴松の三男。尾崎行輝の娘婿。
      - 文雄 - 鶴松の四男、画家[15]

    - 豊三 - 次男
    - 文子 - 長女、田畑健造（日本皮革監査役・福宝堂社長）の妻
    - せい子
    - 美代 - 三女、千坂洋三郎（貴族院議員千坂高雅の三男、陸軍中佐）の妻
    - よね子 - 四女、福原信一（資生堂創立者福原有信の長男）の妻[16]